# Laistrygonen

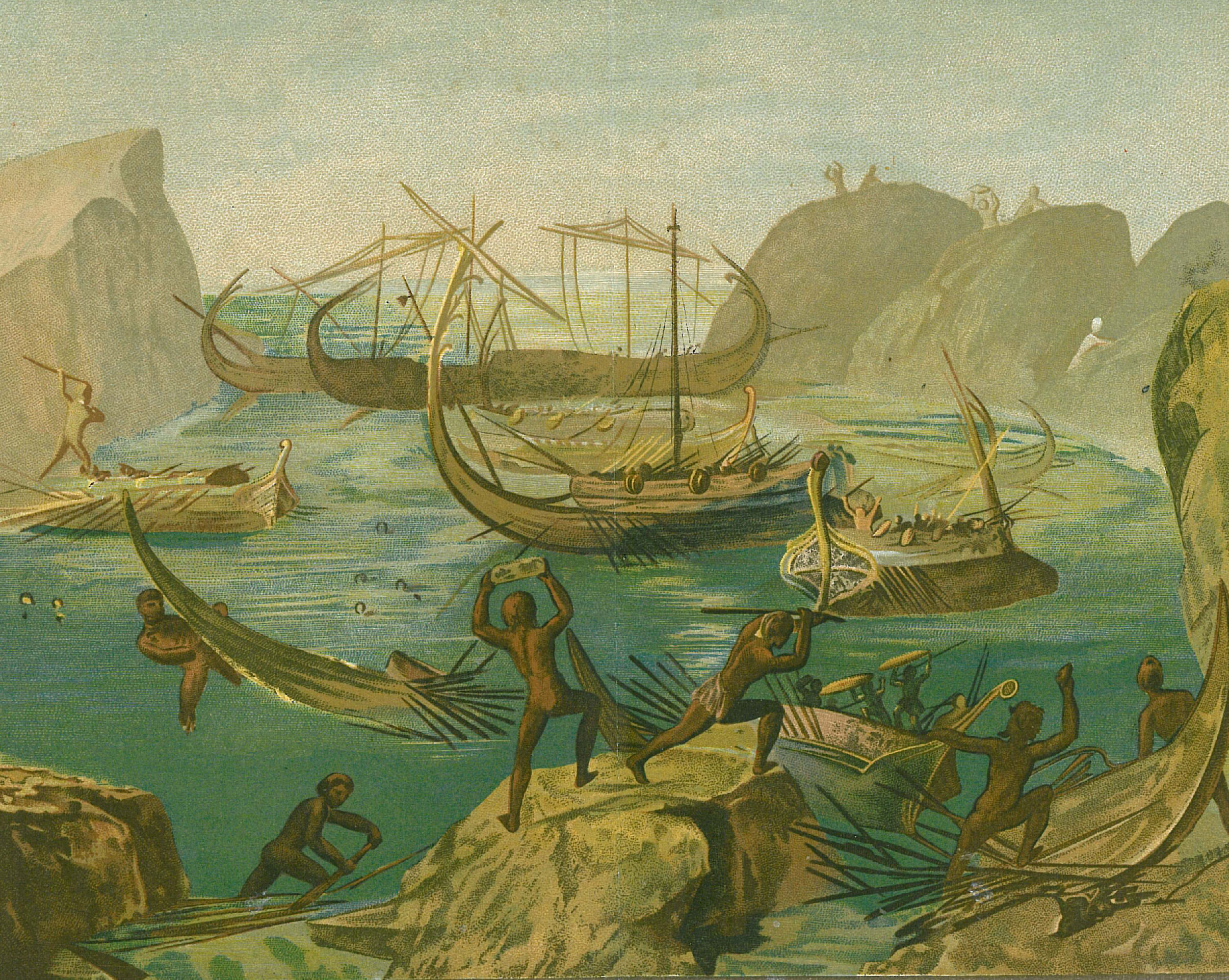
Die Zerstörung der Schiffe des Odysseus, moderne Darstellung von 1902

Die Laistrygonen (altgriechisch Λαιστρυγόνες Laistrygónes, lateinisch Laestrygones) werden bei Homer, Ovid, Hyginus und Apollodor erwähnt. Sie sind ein märchenhaftes Volk von Riesen und Kannibalen, das nur Viehzucht, aber keinen Ackerbau betreibt und als äußerst unzivilisiert beschrieben wird. Stammvater der Laistrygonen ist Laistrygon, ein Sohn des Poseidon und der Gaia.
Odysseus erreicht das Land am siebten Tag nach dem Besuch der Insel des Aiolos und vor dem Besuch bei Kirke auf der Insel Aiaia. Er verliert hier einen Großteil seiner Mannschaft und seiner Schiffe, da er von den Laistrygonen angegriffen wird.
Als ein König der Laistrygonen wird der Poseidon-Sohn Lamos genannt. Auch sein Nachfahre Antiphates wird als König angegeben, dessen Tochter die drei Kundschafter des Odysseus an der Quelle Artakie treffen. Antiphates lässt sich einen Kundschafter Odysseus’ als „Schmaus“ auftischen, den anderen beiden gelingt die Flucht.
Odysseus kann mit einem kleinen Teil seiner Gefährten auf seinem Schiff entkommen, da er es als einziges nicht in den Hafen fahren ließ; seine übrigen Männer werden von den Laistrygonen verschlungen.
Die Hauptstadt der Laistrygonen heißt Telepylos (fernes Tor), wohl benannt nach dem Hafen mit einer engen Einfahrt. Von einigen Autoren wurde vorgeschlagen, dass Telepylos „fernes Pylos“ bedeutet, im Kontrast zum (nahe gelegenen) Pylos auf der Peloponnes.
Die Lage des Landes der Laistrygonen ist ungewiss. Homer erwähnt, dass dort die Bahnen von Tag und Nacht nahe seien, weshalb ein Hirte, der nicht schläft, doppelten Lohn – als Schafhirt und als Rinderhirt – verdienen könne.
Die späteren Griechen suchten den Wohnsitz der Laistrygonen auf Sizilien, speziell unterhalb des Ätna in den Gefilden der Stadt Leontinoi, die römischen Autoren an der südlichsten Küste von Latium im Gebiet von Formiae. Auch ein Ort in der Nähe von Kyzikos am Marmarameer wird erwogen, da die Argonautensage dort ebenfalls eine Quelle namens Artakie erwähnt und die dort lebenden Gegeneis gewisse Parallelen zu den Laistrygonen offenbaren. Andere haben Mezapos bei Stavri im Peloponnes in Griechenland als Lage identifiziert. Unter sorgfältiger Abwägung der o. a. Orte (Leontinoi/Formiae) kommt Ernle Bradford zu dem Ergebnis, dass es sich um (den Hafen von) Bonifacio handele. Armin Wolf dagegen lokalisiert die Laistrygonen in Westsizilien, am Golf nördlich von Marsala.